# 2795 Lepage
2795 Lepage је астероид главног астероидног појаса са средњом удаљеношћу од Сунца која износи 2,296 астрономских јединица (АЈ).
Апсолутна магнитуда астероида је 13,2.